# Globe of Science and Innovation

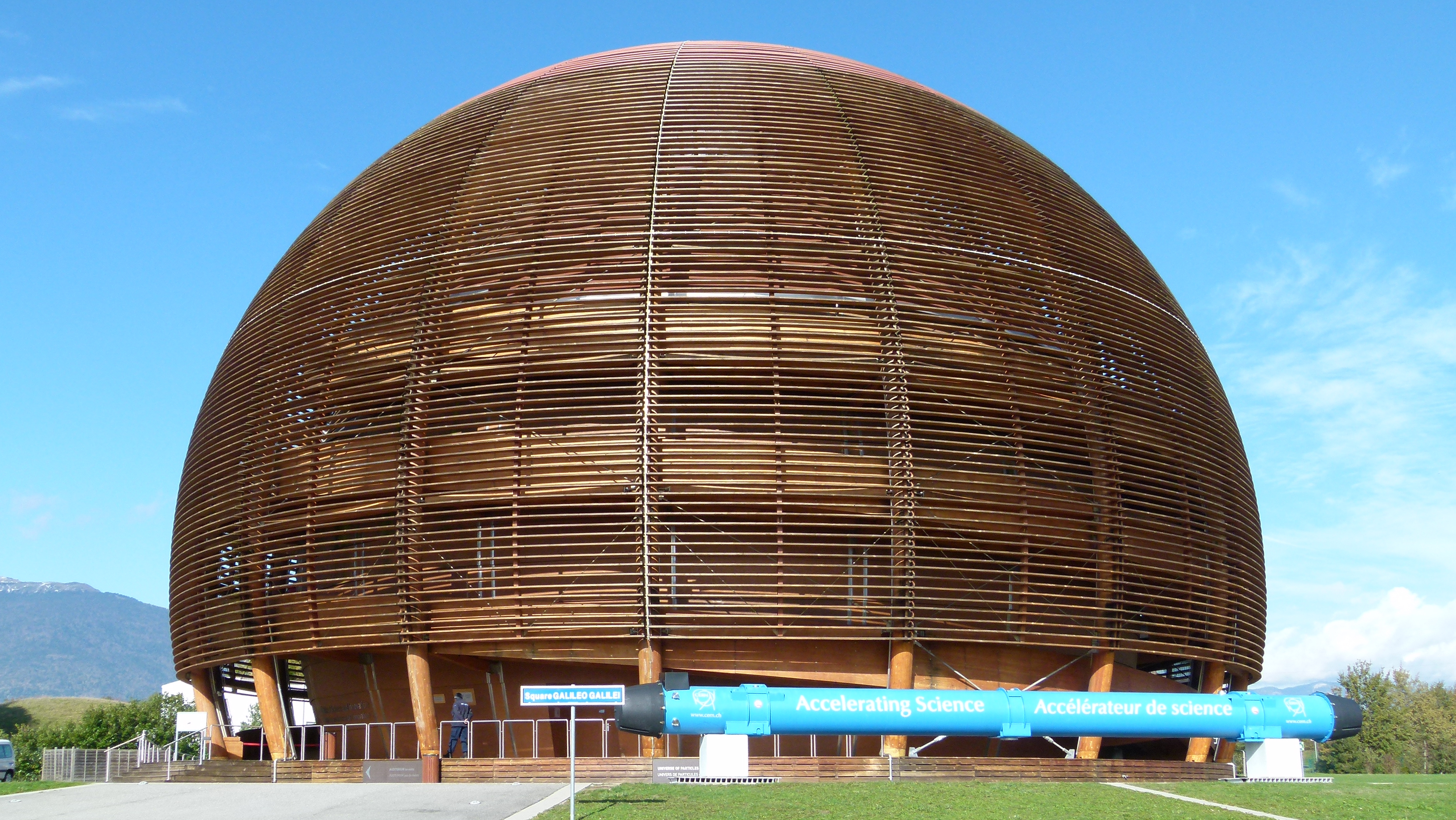
Globe of Science and Innovation in Meyrin

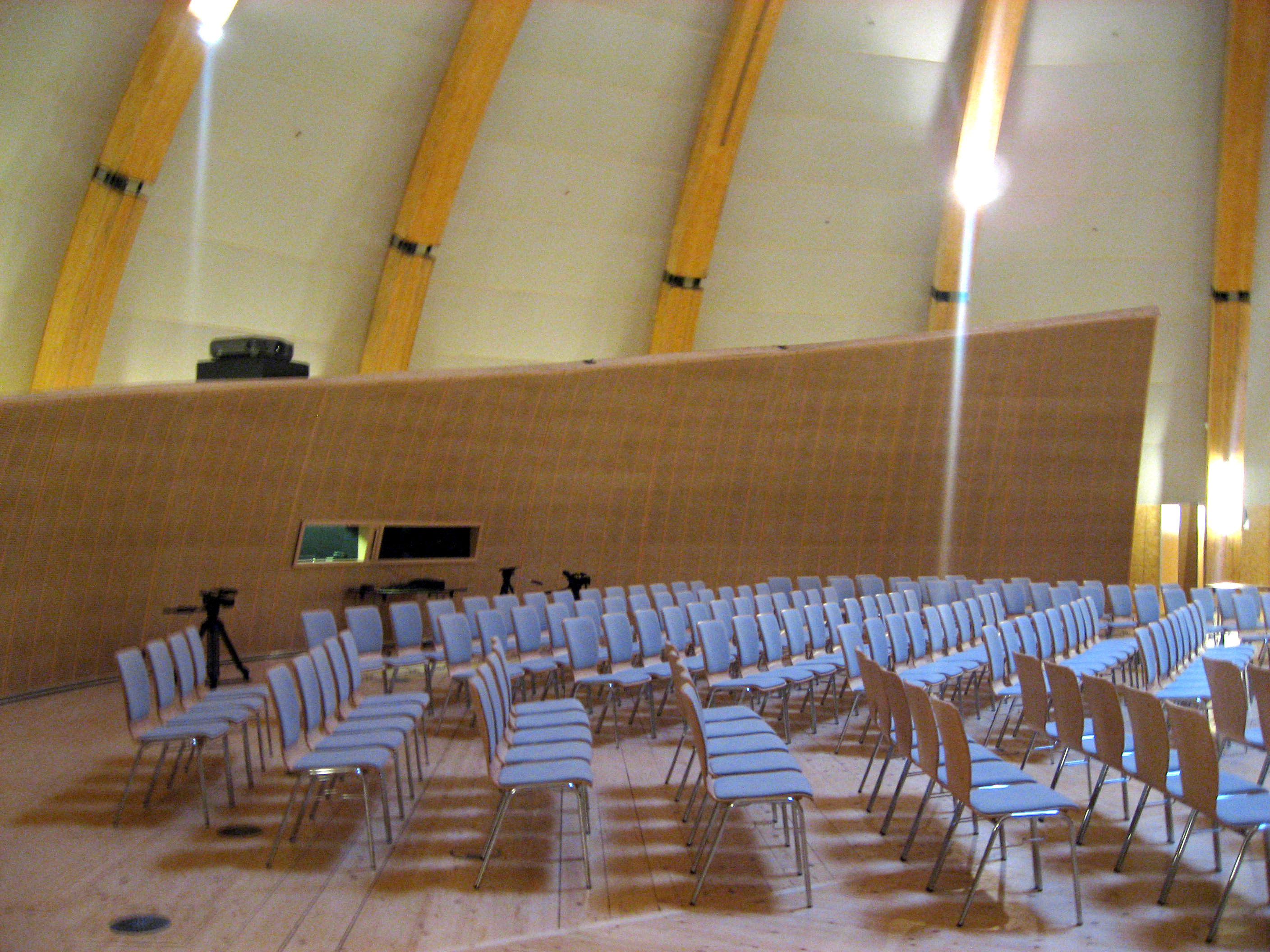
Konferenzzentrum Globe

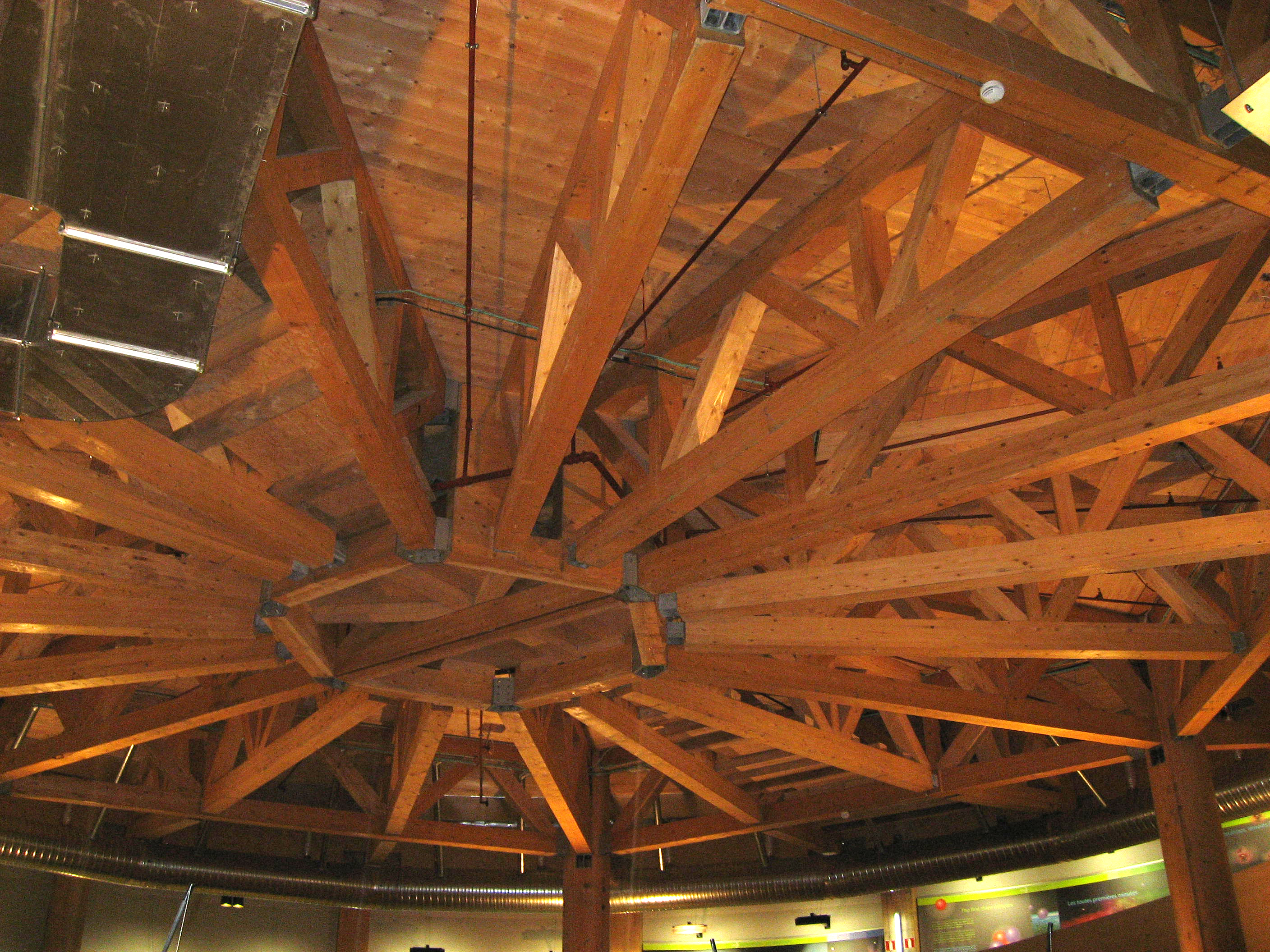
Zwischendecke im Globe

Der Globe of Science and Innovation (französisch Globe de la Science et de l’Innovation, deutsch Globus der Wissenschaft und Innovation) ist ein Kugelhausbau bei der schweizerischen Gemeinde Meyrin, der seit 2004 als Erweiterung des Besucherzentrums im CERN zu Veranstaltungen und Ausstellungen dient.

## Vorgeschichte
Der Entwurf des Gebäudes stammt von den Architekten Thomas Büchi und Hervé Dessimoz aus Genf. Dabei folgten sie einer Grundaussage des Schweizer Architekten Peter Zumthor, der auf der Expo 2000 in Hannover den Werkstoff Holz als Material für Aussenfassaden thematisierte. Um dieses Prinzip öffentlich vorzustellen, hatte man den Schweizer Pavillon während der Expo im Jahre 2000 mit widerstandsfähigen Holzelementen versehen und den Einsatz von nachwachsenden Rohstoffen an der Fassade eines Gebäudes verdeutlicht.

## Das Gebäude
Um den Nachhaltigkeitsgedanken beim Baumaterial weiter zu stärken und erneut öffentlich vorzustellen, verwendete man die Brettelemente des Schweizer Pavillons auf der Expo 2000 in Hannover für einen neuen Bau in der Schweiz. Auf der 6. Schweizerischen Landesausstellung von 2002 (Expo.02) wurde dieses daraus hergestellte Kugelhaus erstmals gezeigt. Im Rahmen dieser Veranstaltung erhielt es den Namen Le Palais de l’Equilibre und diente der Präsentation von Themen zur Nachhaltigkeit. Nach Schließung der Ausstellung suchte man für das Gebäude, das bisher im Ausstellungsbereich von Neuchâtel stand, eine Weiternutzung.
Seinen endgültigen Platz fand es im Jahre 2004 auf einer Fläche gegenüber dem Besucherzentrum des CERN am westlichen Ortsausgang von Meyrin und es trägt seither den Namen Globe of Science and Innovation. Die Leitung vom CERN nutzte die Eröffnung dieses Kugelbaus für die offiziellen Feierlichkeiten zum 50-jährigen Bestehen dieser europäischen Forschungseinrichtung. Diese Veranstaltung fand am 19. Oktober 2004 statt. Für die öffentliche Nutzung steht der Globe seit dem 16. September 2005 zur Verfügung.

Die Hauptebene im Gebäude wird seither als Raum für Konferenzen, Filmvorführungen, zeitweilige Ausstellungen, Empfänge und andere Veranstaltungen genutzt. Die untere Ebene wird als Ausstellungsfläche zur Entwicklung und Tätigkeit des CERN genutzt. Sie beherbergte ab 2010 die Dauerausstellung Universe of Particles, gestaltet von Atelier Brückner zusammen mit iart. Diese Ausstellung wurde mit Eröffnung des Besucherzentrums Science Gateway im Oktober 2023 geschlossen. Seit Oktober 2024 wird die Fläche für temporäre Ausstellungen genutzt.
Das Gebäude hat einen Durchmesser von 40 Metern und eine Außenhaut aus Holzelementen. Der an seiner Unterseite abgeflachte Kugelbau ist 27 Meter hoch. Zwei spiralförmige Rampen ermöglichen den Besuchern einen Spaziergang zwischen der inneren und der äußeren Gebäudeschale. Für die Holzkonstruktion kamen die Hölzer der Lärche, Fichte, Kiefer, Douglasie und des Kanadischen Ahorns zur Anwendung. Das Rohholz stammt aus natürlichen Beständen in der Schweiz.
Die beabsichtigte symbolische Aussage dieses Bauwerks ist der Gedanke, dass Holz für die Zukunft des Planeten Erde eine große Bedeutung besitzt und das Baumaterial mit dem höchsten ökologischen Wert sein soll.

## Bildergalerie

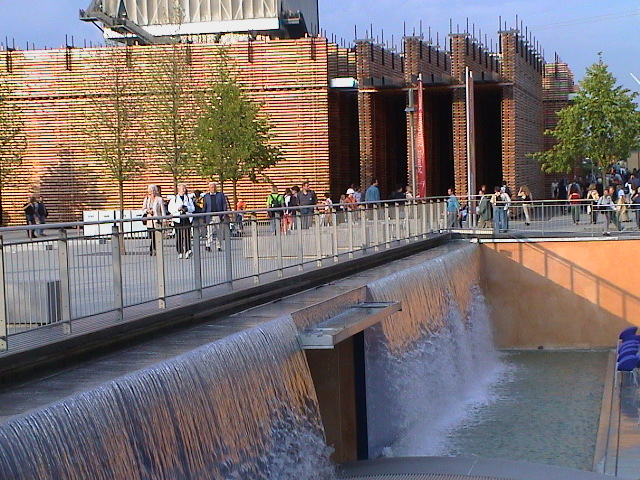
Schweizer Pavillon auf der Expo 2000 in Hannover
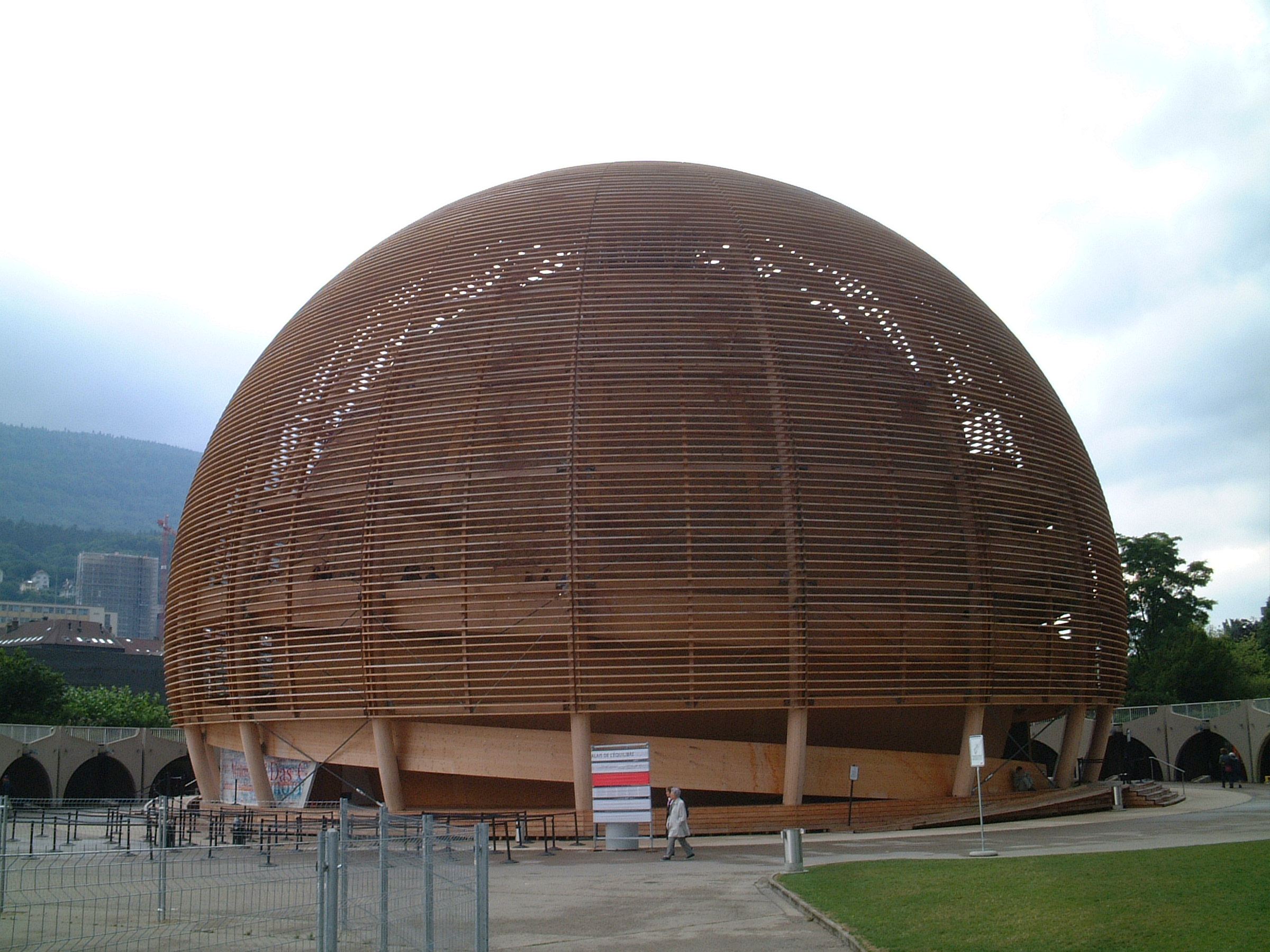
Le Palais de l’Equilibre auf der Expo.02 in Neuenburg
Globe of Science and Innovation im Winter
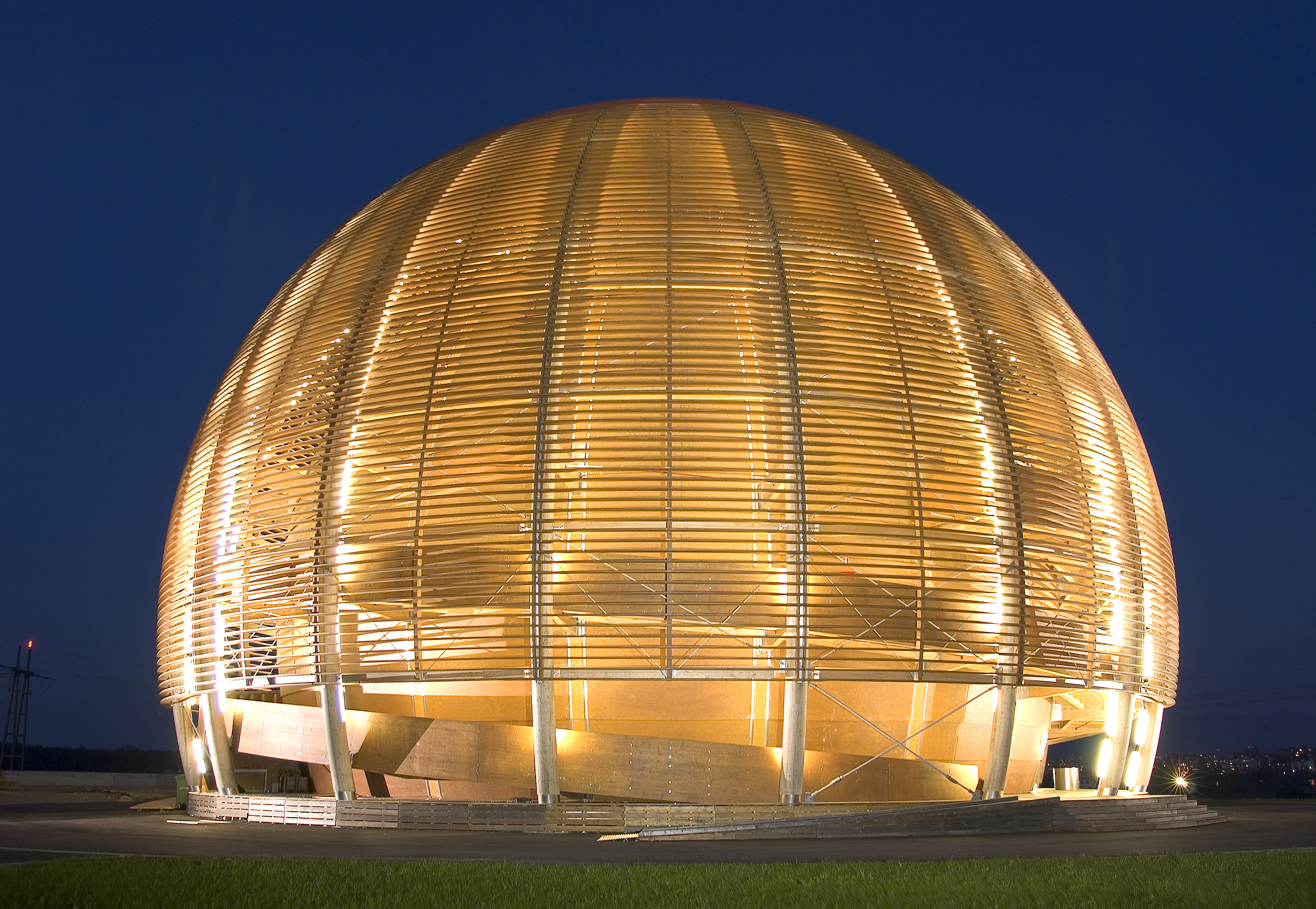
Globe of Science and Innovation in der Nacht
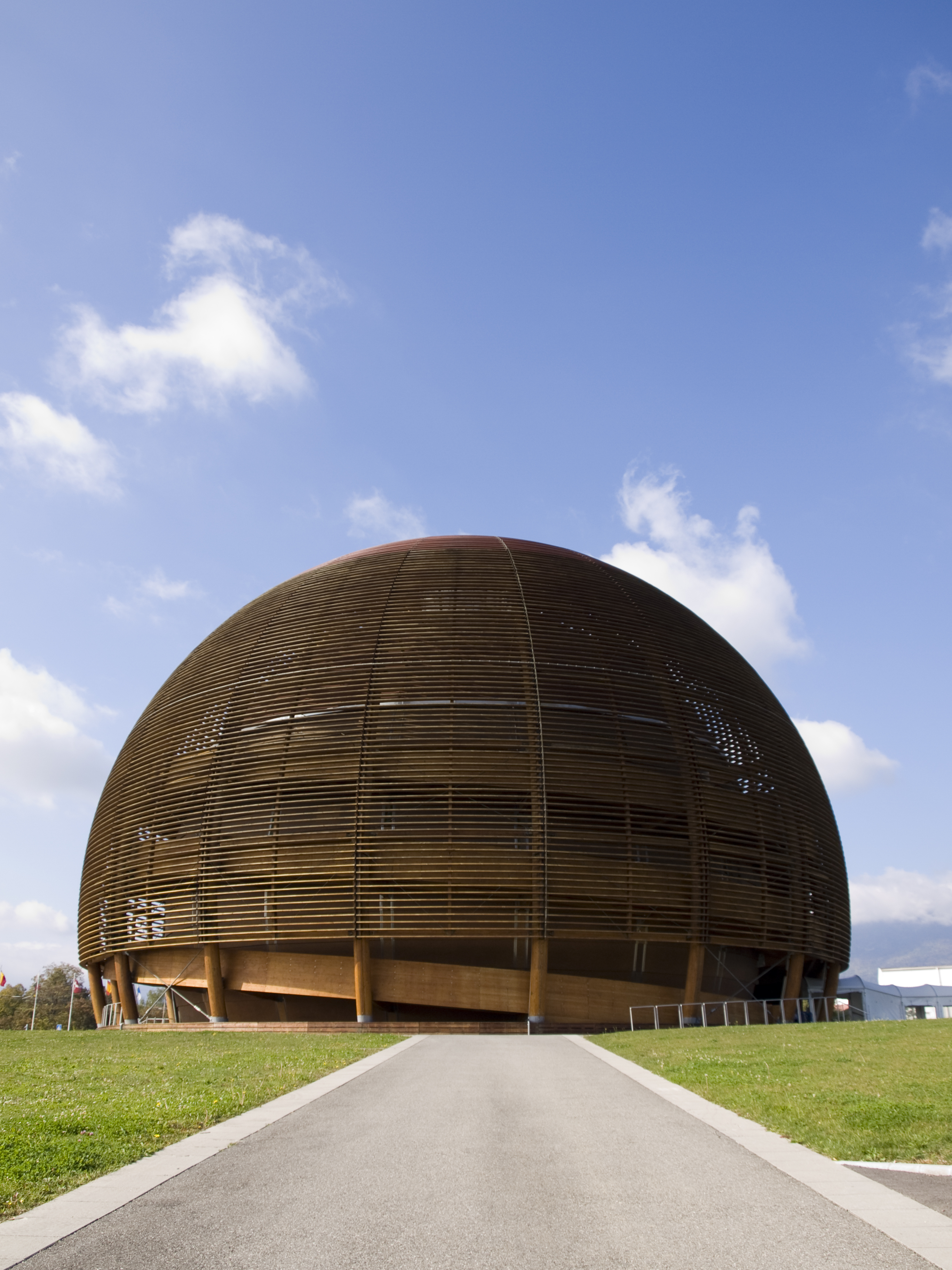
Zufahrt zum Globe of Science and Innovation